# Vallée de la Tretterbaach
Vallée de la Tretterbaach este o arie protejată (arie specială de conservare — SAC, sit de importanță comunitară — SCI) din Luxemburg întinsă pe o suprafață de 535,64 ha, integral pe uscat.

## Localizare
Centrul sitului Vallée de la Tretterbaach este situat la coordonatele 50°05′45″N 5°56′37″E / 50.0958°N 5.9436°E.

## Înființare
Situl Vallée de la Tretterbaach a fost declarat sit de importanță comunitară în decembrie 1998 pentru a proteja 31 de specii de animale. Situl a fost protejat și ca arie specială de conservare în noiembrie 2009.

## Biodiversitate
Situată în ecoregiunea continentală, aria protejată conține 6 habitate naturale: Pajiști uscate europene, Formațiuni ierboase bogate în specii de Nardus, dezvoltate pe substraturi silicioase în zone montane (și în zone submontane, în Europa continentală), Pajiști cu Molinia pe soluri calcaroase, turboase sau argilos-nămoloase (Molinion caeruleae), Fânețe de joasă altitudine (Alopecurus pratensis, Sanguisorba officinalis), Pante stâncoase silicioase cu vegetație casmofită, Roci stâncoase cu vegetație pionieră de Sedo-Scleranthion sau Sedo albi-Veronicion dillenii.
La baza desemnării sitului se află mai multe specii protejate:
- păsări (23): uliu porumbar (Accipiter gentilis), lăcar-de-lac (Acrocephalus scirpaceus), pescăruș albastru (Alcedo atthis), rață cârâitoare (Anas querquedula), stârc cenușiu (Ardea cinerea), ciuf de câmp (Asio flammeus), cucuvea (Athene noctua), barză neagră (Ciconia nigra), erete de stuf (Circus aeruginosus), erete vânăt (Circus cyaneus), șoim călător (Falco peregrinus), șoimul rândunelelor (Falco subbuteo), becațină comună (Gallinago gallinago), sfrâncioc roșiatic (Lanius collurio), sfrâncioc mare (Lanius excubitor), gaia neagră (Milvus migrans), gaia roșie (Milvus milvus), codobatura galbenă (Motacilla flava), bătăuș (Philomachus pugnax), ploier auriu (Pluvialis apricaria), lăstun de mal (Riparia riparia), mărăcinar (Saxicola rubetra), fluierar de mlaștină (Tringa glareola)
- mamifere (5): castor (Castor fiber), liliac cu urechi mari (Myotis bechsteinii), liliac cărămiziu (Myotis emarginatus), liliac comun (Myotis myotis), liliacul mare cu potcoavă (Rhinolophus ferrumequinum)
- nevertebrate (1): Lycaena helle
- pești (2): zglăvoacă (Cottus gobio), cicar (Lampetra planeri)

Pe lângă speciile protejate, pe teritoriul sitului au mai fost identificate 6 specii de plante, 1 specie de mamifere, 3 specii de nevertebrate.